# Toponymie des voies de Montrouge

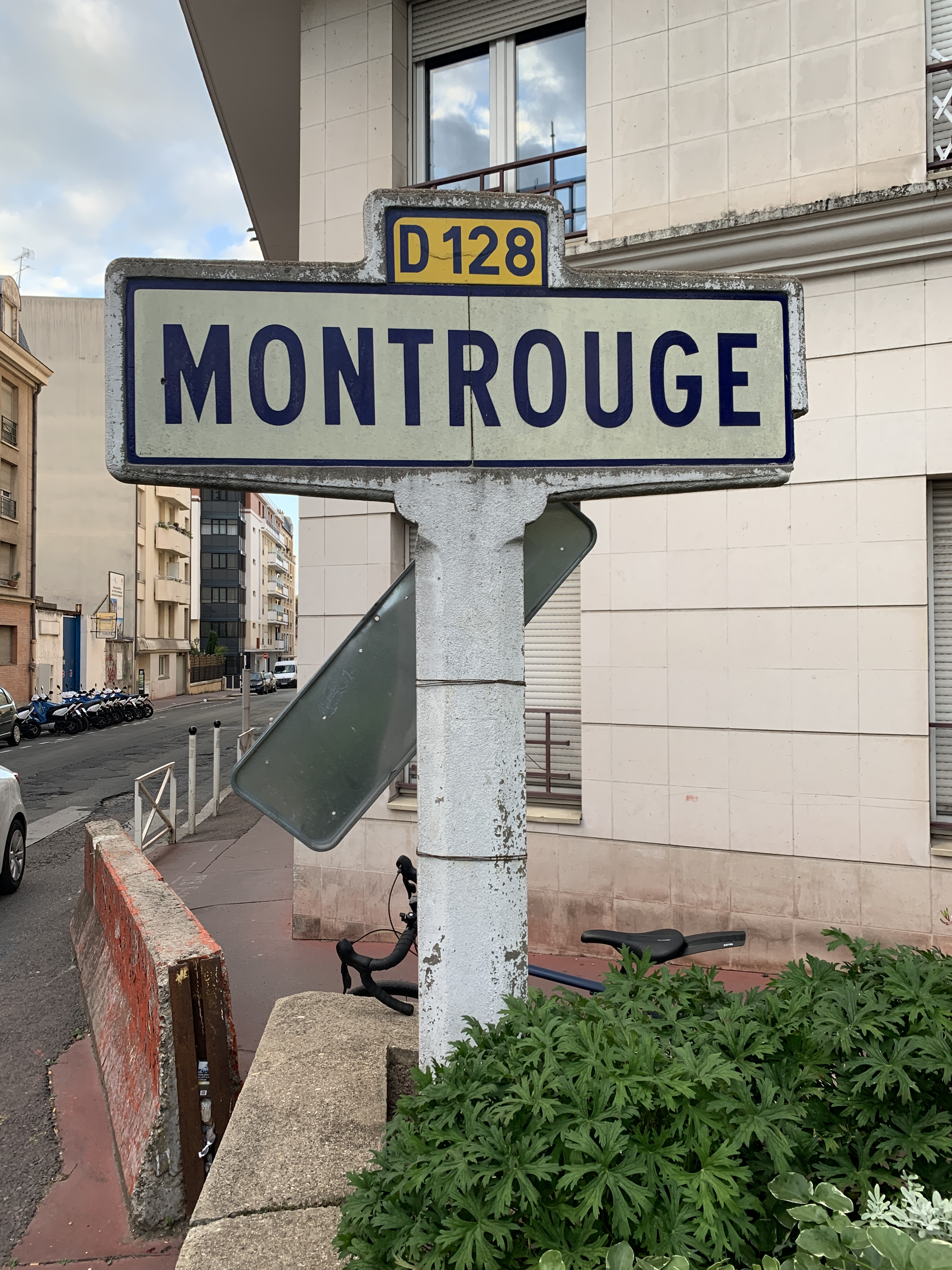
Panneau de signalisation routière du type Michelin à l'entrée de la ville de Montrouge.

Cet article retrace la toponymie des voies de la commune de Montrouge, dans les Hauts-de-Seine.
La toponymie reflète l'hommage du conseil municipal, à un moment de son histoire, envers des acteurs locaux, nationaux ou des évènements. Elle laisse aussi en doute des héritages de noms de rues dont l'histoire a des difficultés à se rappeler.

## Les anciens chemins
Dans les limites actuelles du territoire de Montrouge, les plus anciennes dénominations connues sont celles qui indiquent les axes de direction des voies, le lieu de provenance ou point de départ ou bien celui de la destination ou du point d'aboutissement. Ce sont couramment les noms de bourgs ou villages limitrophes, ou — lorsqu'il s'agit de grands chemins ou grandes routes — celles de destinations plus lointaines. Les anciennes voies de moindre importance, quand elles sont nommées, portent fréquemment le nom d'un monument ou d'un lieu marquant auquel elles mènent.

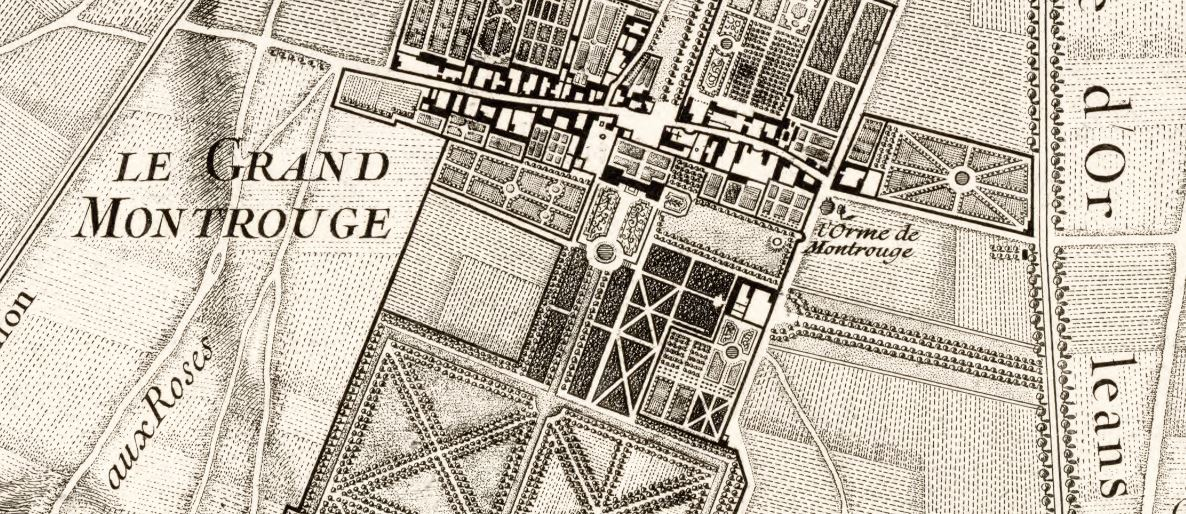
Le Grand-Montrouge sur le plan de Roussel en 1731.

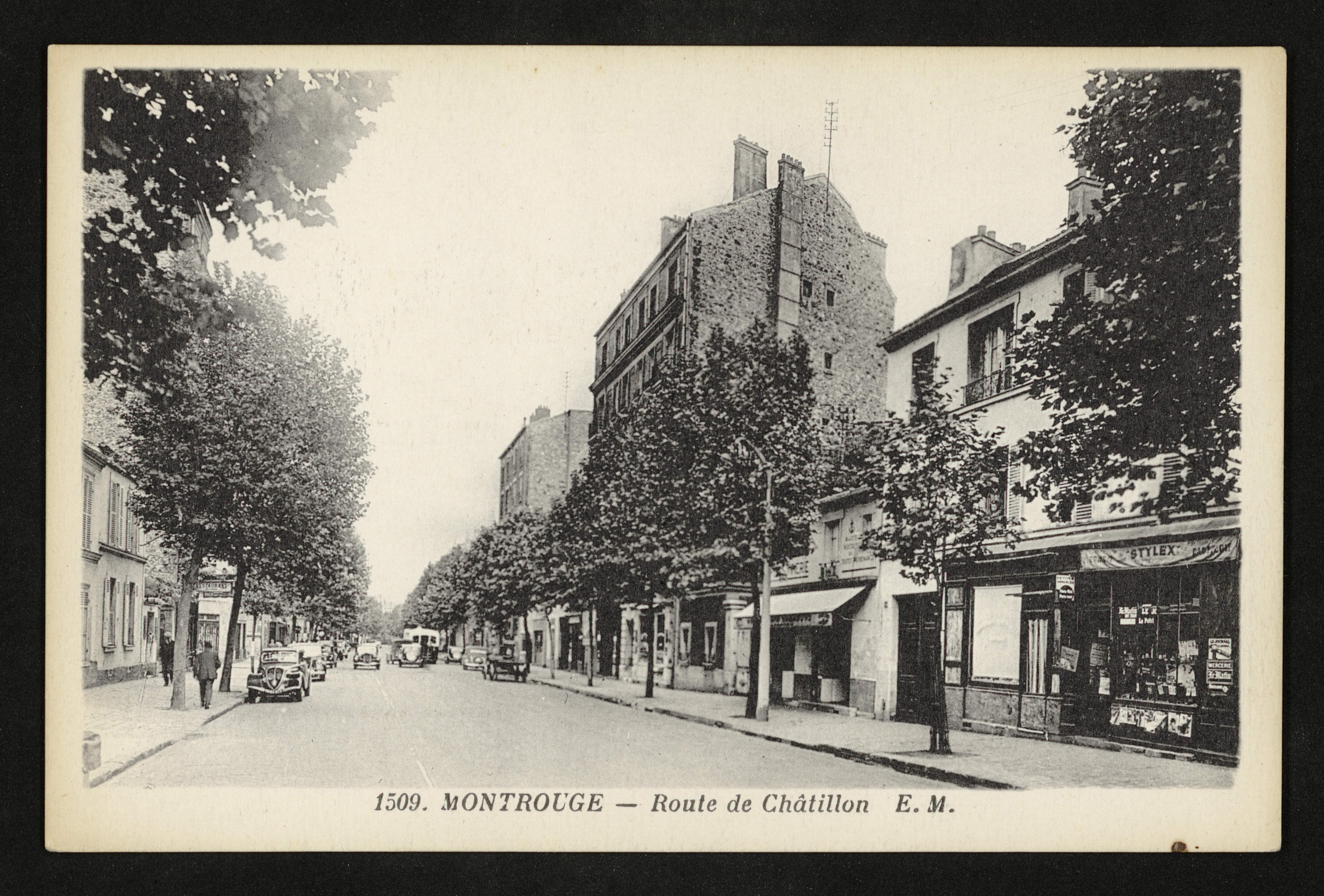
L'ancienne route de Châtillon, actuellement avenue Pierre-Brossolette, carte postale, vers 1900.

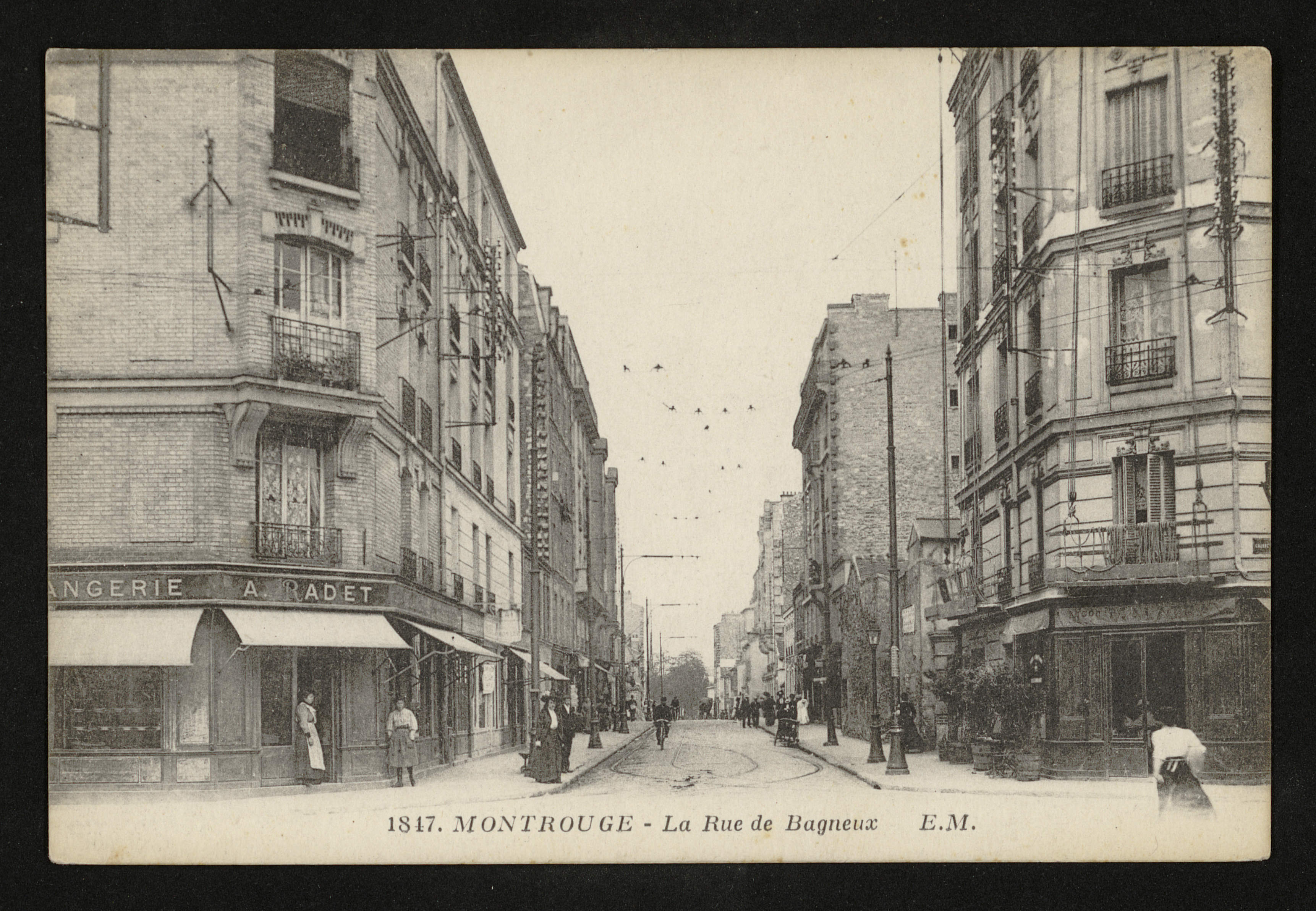
Ancienne rue de Bagneux, actuellement avenue Henri-Ginoux, prise de la Grande-rue, actuellement rue Gabriel-Péri, carte postale, vers 1900.

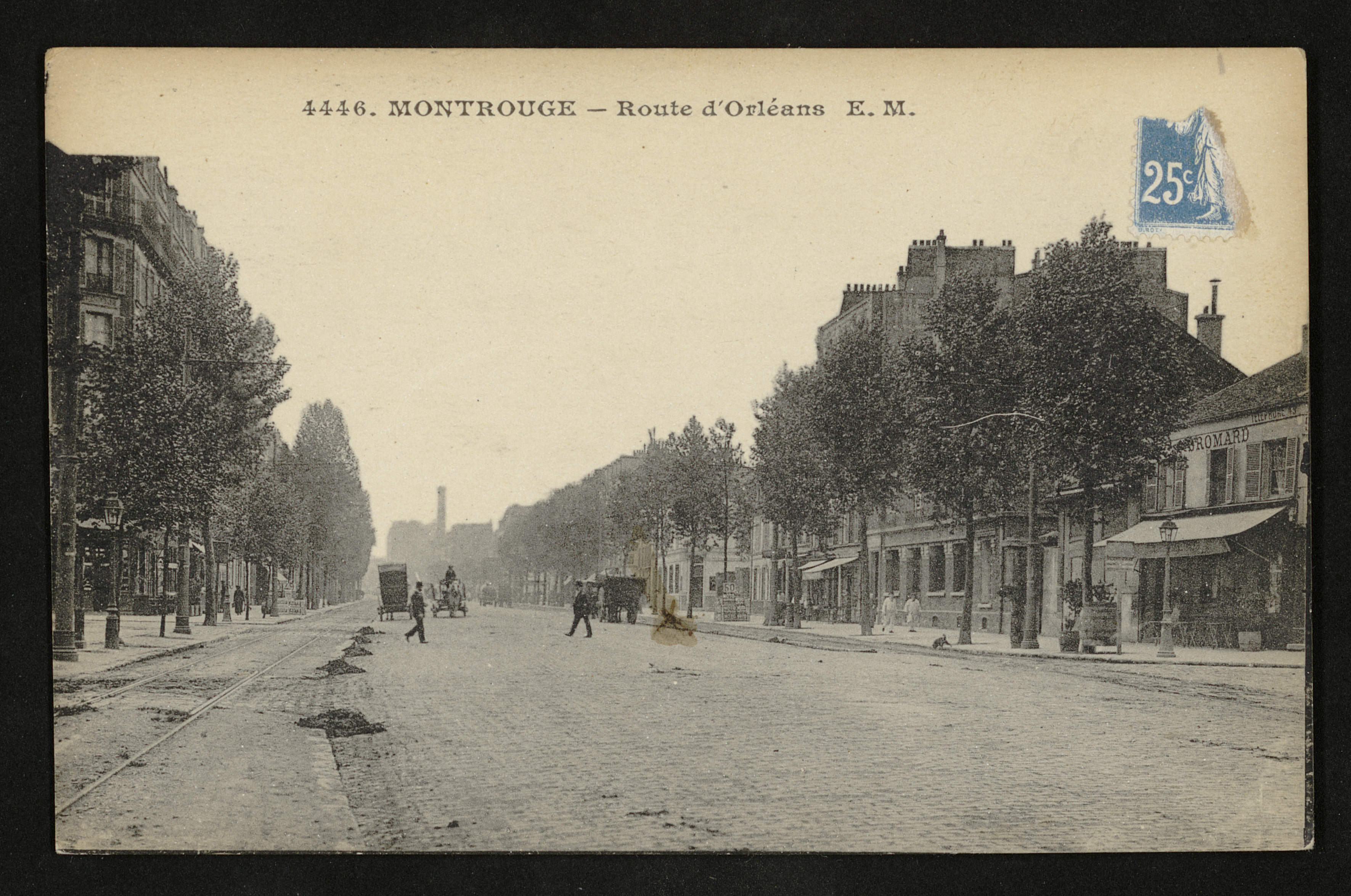
L'ancienne route d'Orléans, actuellement avenue Aristide-Briand, carte postale, vers 1900.

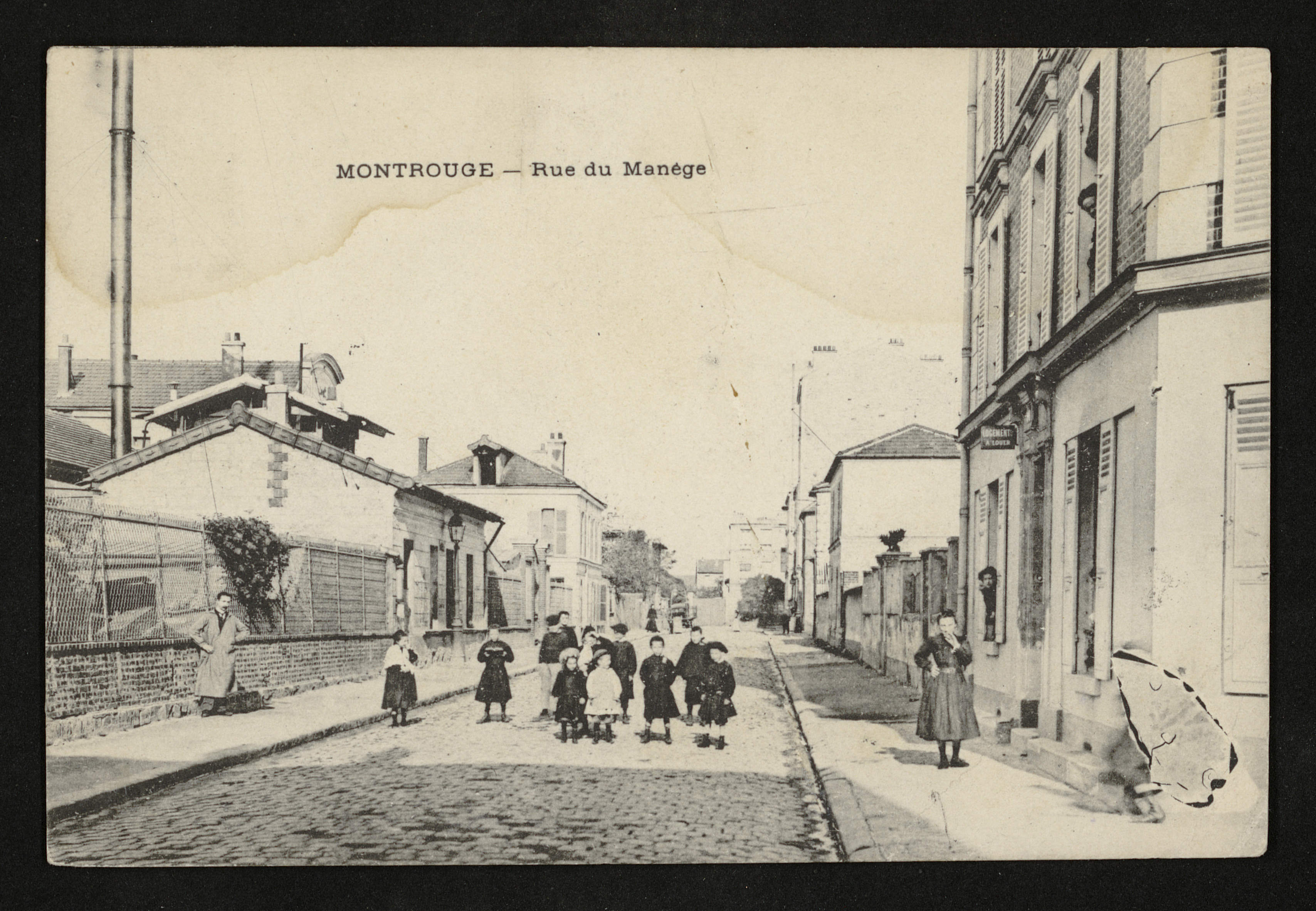
L'ancienne rue du Manège, carte postale, vers 1900.

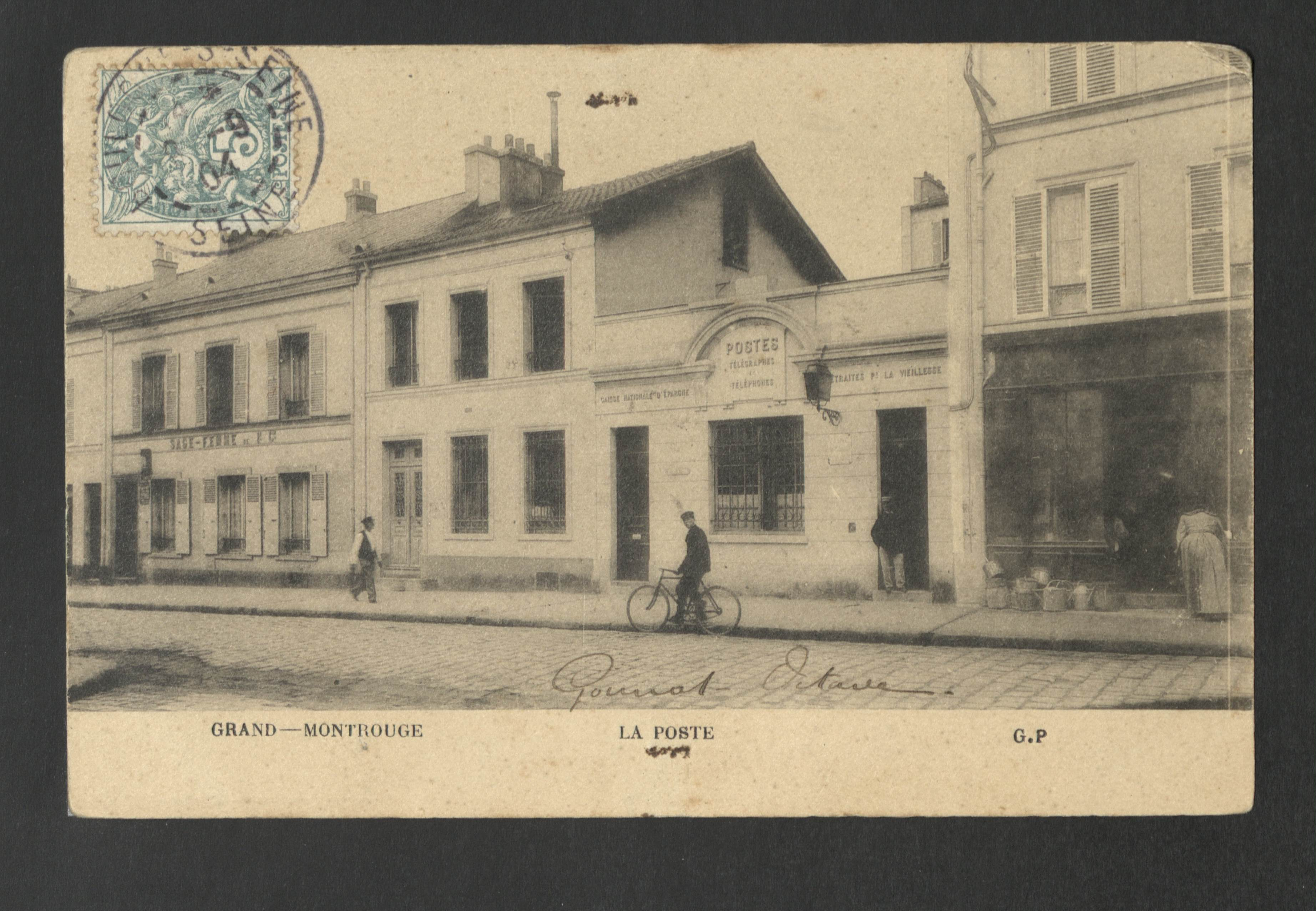
La rue Louis-Rolland, ainsi dénommée en 1894 en hommage à l'ancien maire de Montrouge, accueillit le premier bureau de poste du Grand-Montrouge (ancien no 54). Carte postale oblitérée en 1904.

Le plan de Roussel (1730) désigne les principaux chemins orientés nord-sud comme suit :
— Grand chemin de Chevreuse passant dans Châtillon : une voie située à quelque distance à l'ouest du Grand-Montrouge. Ce chemin se poursuit à travers champs, en direction du nord, jusqu'au Petit-Montrouge où il aboutit au carrefour de la Croix-des-Sages.
Ultérieurement route de Châtillon, il correspond à Montrouge à l'actuelle avenue Pierre-Brossolette, en limite de Malakoff, et à Paris à l'avenue Jean-Moulin, quartier du Petit-Montrouge dans le 14e arrondissement.
— Chemin venant de Châtillon : une voie située à l'est de la précédente, sur laquelle elle débouche à la hauteur (mais à une certaine distance) du « Parc de Montrouge ».
C'est l'actuelle avenue de la Marne.
— Chemin venant de Bagneux et de Fontenay-aux-Roses : un autre chemin de campagne situé entre les précédents et le « parc de Montrouge », qui forme à l'approche du chemin de Gentilly-à-Vanves (voir ci-dessous), indiquée mais non nommée, une fourche à deux branches. La branche occidentale aboutit sur cette dernière rue, tandis que la branche orientale la franchit pour rejoindre le grand chemin de Chevreuse.
Ultérieurement rue de Fontenay, il est actuellement nommé rue Maurice-Arnoux.
— Chemin venant de Bagneux, une voie qui rejoint l'angle sud-est du « parc de Montrouge », longe celui-ci sur toute sa longueur jusqu'à son angle nord-est, se déporte ensuite légèrement vers l'ouest puis reprend sa trajectoire rectiligne vers le nord. Laissant l' « Orme de Montrouge » sur sa droite, il aboutit à la « Croix de Montrouge » sur la grande route d'Orléans, indiquée ci-dessous.
Ultérieurement dénommé rue de Bagneux, il correspond à l'actuelle avenue Henri-Ginoux.
— Grande route d'Orléans voir avenue Aristide-Briand.
Le plan Roussel n'indique aucun nom pour les chemins orientés est-ouest. Le plus important parmi ces chemins est alors connu sous le nom de
— Chemin de Gentilly-à -Vanves. Reliant ces deux paroisses entre elles en passant par Montrouge, c'est en 1730 le seul chemin qui traverse le village d'un bout à l'autre, d'est en ouest. La majeure partie des maisons montrougiennes y est établie de part et d'autre du château de Montrouge et de l'église paroissiale Saint-Jacques de Montrouge.
Ce chemin recevra plus tard, dans les anciennes limites de la commune le nom de Grande-Rue et au delà de la route d'Orléans, sur le territoire de Gentilly, celui de chemin de la Princesse. La première de ces deux voies est aujourd'hui la rue Gabriel-Péri, la seconde - située sur des terrains cédées après 1872 par Gentilly à Montrouge - est l'actuelle rue Barbès.
Voir aussi : rue d'Arcueil, rue d'Arpajon, rue de Gentilly...

## Les toponymes d'usage
Certains toponymes et odonymes se sont spontanément imposés, à Montrouge comme ailleurs. Hormis la rue principale, l'ancienne Grande-Rue (renommée rue Gabriel-Péri), la plupart d'entre eux font ou faisaient référence à un lieu spécifique ou à un monument remarquable desservi par la voie, tels l'impasse de l'Église, la rue du Château (partie de l'actuelle avenue de la République), l'avenue et la place du Parc (renommées respectivement avenue de Verdun et place du 8-Mai-1945), la rue du Petit-Parc (renommée rue Victor-Hugo), la rue du Marché (renommée rue d'Estienne-d'Orves), le passage du Manège et la rue du Reposoir (partie de l'actuel boulevard Romain-Rolland). L'ancienne avenue de la Gare est devenue l'avenue Jean-Jaurès. 
Les noms de certaines voies de Montrouge rappellent que les cultures horticoles et maraîchères étaient autrefois omniprésentes à Montrouge. Au nord de l'avenue Verdier et perpendiculaires à celle-ci, l'ancien passage des Maraîchers a disparu et la villa des Jardins voisine est fortement dégradée. Un peu plus au sud, parallèle à cette même avenue persiste la villa des Fleurs. La villa des Vergers a survécu en dépit de la proximité des boulevards Romain-Rolland et du périphérique.

## Les toponymes de décision
De nombreuses voies de Montrouge perpétuent le souvenir d'un ancien élu mandaté par la majorité des Montrougiens. D'autres témoignent de la reconnaissance envers un bienfaiteur de la commune. À ces deux catégories de dénominations appartiennent ceux qui honorent
- les maires de Montrouge : François Ory (en fonction de 1790 à 1791), Barthélémy Périer (1860-1871), Louis Rolland (1871-1876), Edmond Champeaud (1888-1909), Hippolyte Mulin (1908-1912), Louis Lejeune (1912-1925), Arthur Auger (1925-1928), Émile Cresp (1928-1944), Henri Ginoux (1958-1994) ; un parc inauguré en 2019 porte le nom de Jean-Loup Metton (en fonction de 1994 à 2016) ; 
  - Alexandre Dareau qui fut maire entre 1852 et 1856 voit la rue qui porte son nom dans le quatorzième arrondissement de Paris où il exerça après le rattachement de cette partie de la ville à la capitale.
- les conseillers municipaux Jules Gueudin (mort en 1883) et Jean Couprie (conseiller en 1881, propriétaire à Montrouge) ;
- les philanthropes bienfaiteurs de la commune : 
  - Madeleine veuve Verdier légua, en 1874, une propriété en bordure de Montrouge, 2,000 francs et une rente annuelle de 2,000 francs pour la création d'une maison de retraite. L'avenue Verdier et l'ancien hospice Verdier (disparu) situé dans cette avenue sont dénommés en son honneur, ainsi que l' EHPAD Résidence Madeleine Verdier (Alluin & Mauduit, architectes) inauguré en 2001 au 5, allée de La Vallière ;
  - Jean Couprie, propriétaire à Montrouge et par ailleurs conseiller municipal en 1881, donna à la commune une voie privée qui lui appartenait (actuelle rue Couprie) ;
  - Jules Gueudin, conseiller municipal (mort en 1883) élabora un projet pour la construction d'un hôpital[réf. nécessaire] (rue Gueudin) ;
  - Charles Floquet (1822-1884), médecin[N 1] fit don d'un terrain pour ouvrir une voie (rue Charles-Floquet) ;
  - Sylvine Candras fit don à la ville, en 1911, pour la seule crèche alors en activité dans la commune, d'une somme de 30,000 francs (rue Sylvine-Candras).

D'une façon récente, la ville se rappelle l'époque de l'Ancien Régime, et celle du dernier seigneur du lieu, en 1787, Claude Régnier de Guerchy, lieutenant général et ambassadeur de France à Londres sous Louis XV, dont la veuve, née Gabrielle-Lydie d'Harcourt, récolta les cahiers de doléances de Montrouge pour les États généraux de 1789 (place Gabrielle-de-Guerchy). Elle attribue également le nom de Louis Phelypeaux, duc de la Vallière seigneur au XVIIIe siècle (allée de La Vallière).
La guerre franco-prussienne (1870-1871) eut des répercussions notamment du fait du siège de Paris et de la proximité du fort de Montrouge situé dans la commune voisine d'Arcueil (avenue du Fort). L'armée prussienne attaqua le 5 janvier 1871 et dirigea le feu sur le fort — défendu par la Marine — jusqu'au 26 janvier 1871, date du cessez-le-feu. Les pertes furent sensibles ; un quart de l'effectif des sous officiers et soldats fut atteint et l'état-major perdit le lieutenant de vaisseau Saisset (1846-1871), âgé de 24 ans, tué par un obus dans la soirée du 16 janvier 1871 (rue Saisset). Il a été inhumé au cimetière du Montparnasse où repose également son père l'amiral Saisset (1810-1879). Le lieutenant de vaisseau Carvès (1835-1871) fut blessé grièvement par un obus le 10 janvier. Promu capitaine de frégate pour faits de guerre le même jour, il mourut le 14 janvier 1871, à l'âge de 35 ans, des suites de ses blessures (rue Carvès).
Le régime politique de la IIIe République suivit. Les édiles de la ville lui accordèrent une faveur particulière notamment en ce qui concerne la fin du XIXe siècle. En effet, cette période est caractérisée par :
- L'idéal républicain (rue Barbès)
- L'école gratuite, laïque et obligatoire (rue Paul Bert, place Jules-Ferry)
- La liberté de la presse (avenue Léon-Gambetta)
- La politique coloniale (rue du Colonel-Gillon)
- La violence anarchiste (rue Sadi-Carnot)

En raison de l'industrialisation de la commune à la fin du XIXe siècle et au début du XXe siècle, la base sociale était populaire. Aussi, il existe de nombreuses rues d'hommes politiques de gauche (avenue Aristide-Briand, avenue Marx-Dormoy, rue Jules-Guesde, avenue et place Jean-Jaurès, rue Camille-Pelletan, rue Gabriel-Péri, école et square Pierre-Renaudel, rue Marcel-Sembat, rue Roger-Salengro)
Les guerres ont gravé les esprits. C'est pourquoi on retrouve à Montrouge des voies en commémoration 
- de la paix dans son sens absolu (avenue de la Paix) ainsi que du récipiendaire du prix Nobel de la paix en 1926 (avenue Aristide Briand) :
- de la Première Guerre mondiale (rue du 11-Novembre rue Henri-Barbusse, avenue de la Marne qui commémore la première bataille de la Marne, avenue de Verdun)
- de la Seconde Guerre mondiale : 
  - Les résistants (avenue Pierre-Brossolette, rue et square Georges-Bouzerait, square Jean-Moulin inauguré dès le début de l'année 1946, rue Gabriel-Péri et ancien square Rol-Tanguy[5], débaptisé. Situé autrefois au nord du square des États-Unis, il a été absorbé par ce dernier lors d'un réaménagement de l'espace (2019) où seule une « allée Rol-Tanguy » subsiste[6].)
  - Les combattants héros (place du Général-Leclerc, boulevard Général-de-Gaulle, square Charles-de Gaulle) dont l'aviateur montrougien Maurice Arnoux, mort au combat (rue et square Maurice-Arnoux)
  - Les dates commémoratives (place du 8-Mai-1945)
  - La barbarie infligée à l'être humain (rue Victor-Basch)

Le rappel aux conflits se retrouve encore au square des Combattants-d'Afrique-du-Nord.
Passer au travers des rues de Montrouge, n'est pas sans éveiller l'évocation de grands penseurs et de personnalités des arts et de la culture, tels que 
- philosophes : rue Descartes, rue Victor-Basch, rue Pascal, avenue Émile-Boutroux (1845-1921, né à Montrouge) ;
- hommes de lettres : rue Henri-Barbusse, rue Boileau, villa Bossuet, rue Chateaubriand, rue Corneille, rue Fénelon, rue Théophile-Gautier dont la maison, à l'angle de la rue Victor-Hugo et de l'avenue Verdier est actuellement un presbytère, lycée Maurice-Genevoix, rue Victor-Hugo, rue La Bruyère, rue et square La Fontaine, rue Molière, rue Edgar-Quinet, rue Racine, rue de Sévigné, boulevard Romain-Rolland, rue Rabelais) ;
- compositeurs et instrumentalistes[N 2] : rue Raoul-Pugno, rue Auber...
- créateurs en arts visuels et arts des spectacles : rue Jules-Chéret (affichiste), rue Amaury-Duval (artiste peintre), square Robert-Doisneau (photographe domicilié à Montrouge) ; l'espace Michel Colucci, centre socio-culturel de Montrouge (baptisé en 1998 d'après l'humoriste et comédien Coluche qui a passé son enfance et son adolescence à Montrouge. Une sculpture inaugurée en 2011 sur la place de la Libération lui rend également hommage[7] ainsi qu'une plaque commémorative posée en 2019 devant l'immeuble du 5, avenue Emile-Boutroux où il a grandi[8].)

La commune de Montrouge félicite le travail de grands personnages dans d'autres domaines très variés comme :
- La médecine et la chirurgie (avenue du Docteur-Lannelongue, rue Pasteur)
- La chimie (rue Marcellin-Berthelot)
- La physique (rue Pierre-Curie)
- L'astronomie : Les frères Paul Henry (1848-1905) et Prosper Henry (1849-1912) qui vécurent à Montrouge (rue des Frères-Henry)
- La communication comme l'impression (rue Gutenberg, passage Draeger) ou la télévision (rue René-Barthélemy[9]).
- Les propriétaires fonciers : rue Louis-Radiguey, rue Germain-Dardan, rue Chopin, d'après Charles-Hubert Chopin (1840-1909), capitaine d'infanterie et chevalier de la Légion d'honneur, propriétaire d'une parcelle qui longeait la rue qui porte son nom, sur toute sa longueur.
- L'ouverture européenne (square Robert-Schuman)
- Les industriels (rue et square George-Messier[10])

Certaines dénominations préservent leur part de mystère : rue Myrtille-Beer, rue Blanche, rue Pierre-Boillaud, rue Chaintron, rue Marie-Debos, place des États-Unis, rue Gossin, rue Guillot, Villa Henriette, villa Isabelle, villa Joséphine, rue Constant-Juif, villa Leblanc, villa Léger, villa Agénor-Logeais, villa Monplaisir, rue du Poitou, villa des Ruelles, rue Saint-Albin, rue Thalheimer...

## Pour approfondir